# Alfred Frédéric Édouard Pistor
Pour les articles homonymes, voir Pistor.
Alfred Frédéric Édouard Pistor (né le 5 avril 1849 à Metz et mort le 9 septembre 1932 à Souvigny) est un général français. Il fut ministre de la guerre du gouvernement tunisien.

## Biographie
Fils d'un avocat au barreau de Metz né en 1807 à Bergzabern, Alfred Pistor naît le 5 avril 1849, à Metz, en Moselle. Pistor fait ses études au lycée de Metz, puis entre à l'école polytechnique en 1869.
En juillet 1870, il rejoint la bataille de Wissembourg aux côtés du général Douai et de ses tirailleurs, qu'il guide dans la retraite sur le Col du Pigeonnier et Lembach. Pistor est recueilli par le 9e régiment d'artillerie attaché à la 6e division militaire de Ducrot.
Lors de la bataille de Froeschwiller, Pistor remplace le lieutenant Bertrand, tué par l'ennemi et il enlève sous une grêle de balles un canon Doersner pour éviter que l'ennemi s'en empare; ce fait lui vaut d'être décoré chevalier de la Légion d'honneur le 20 août 1870.
Après avoir été à Sedan, Pistor est envoyé dans les Vosges pour organiser un corps de troupe de francs-tireurs. Blessé à la Bourgonce le 6 octobre, il poursuit les combats et est cité à l'ordre de l'Armée le 16 janvier 1871 pour sa défense d'Aubervilliers.
En 1879, il sort de l'école de Guerre en tant que capitaine et rejoint l'Algérie avec les officiers topographes. Il continue ces travaux les deux années suivantes ensemble avec les lieutenants Auguste Bauchet, futur général et Revertégat.
Pistor passe par la Tunisie en 1881 et 1883, est au cabinet du ministre en 1882 et à l'État-major de 1884 à 1886. Il commande une batterie à cheval au 32e régiment d'artillerie à Orléans, au 25me à Saint-Mihiel et au 17me à La Fère. En 1887, il est chef d'escadron en Algérie et décoré commandeur du Nichan Iftikar.
De 1890 à 1894, il est attaché à la personne de Sadi Carnot (président). Ensuite, il va commander l'artillerie de la division des Vosges à Remiremont. Devenu colonel, il commande le 8e régiment d'artillerie à Nancy sous le général Adrien Dubouays de la Bégassière.
De 1898 à 1899, il est chef d'État-major du 2e corps d'armée, puis il passe par le cabinet du ministère Krantz-Gallifet avant de commander la 9e brigade d'infanterie à Rouen de 1900 à 1903. De 1903 à 1905, il commande la 5e brigade de cuirassiers à Lyon alors que Gabriel Alapetite est préfet du Rhône.
En décembre 1905, il est promu général de division et commande la 11e division à Nancy sous les ordres du général Bailloud chef du 20e corps d'armée.
En février 1908, le résident général Gabriel Alapetite obtient la nomination de Pistor comme général en succession de Louis Herson dans le commandement de la division d'Occupation de la Tunisie et ce jusqu'en 1914, lorsqu'il passe au cadre de réserve.
Alfred Pistor décède le 9 septembre 1932. Marié depuis 1883 à Marie-Thérèse Joséphine Patissier, il laissera 6 enfants.

### Distinctions
- Grand officier de la Légion d'honneur : Chevalier (20/08/70), Officier (08/10/89), Commandeur (29/12/04), Grand-officier (10/07/13)
- Commandeur de l'ordre du Nichan Iftikhar

### Sources
- Biographie
- base de photos militaires
- généalogie